# Bolon jezik
Bolon jezik (ISO 639-3: bof), zapadnomandejski jezik iz Burkine Faso, kojim govori 17 000 ljudi (1998 SIL) u dvanaest sela u provincijama Kénédougou i Houet.
Bolonski s još 20 jezika čini podskupinu manding. Postoje bijeli ili južni i crni ili sjeverni dijalekt, a u upotrebi je i jezik jula [dyu].

## Vanjske poveznice
- Ethnologue (14th)
- Ethnologue (15th)